# Aglaeactis cupripennis
Colibri-ferruginoso ou beija-flor-resplandecente (Aglaeactis cupripennis) é uma espécie de ave da família Trochilidae (beija-flores).
Pode ser encontrada nos seguintes países: Colômbia, Equador e Peru.
Os seus habitats naturais são: regiões subtropicais ou tropicais húmidas de alta altitude e matagal tropical ou subtropical de alta altitude.